# Bricha

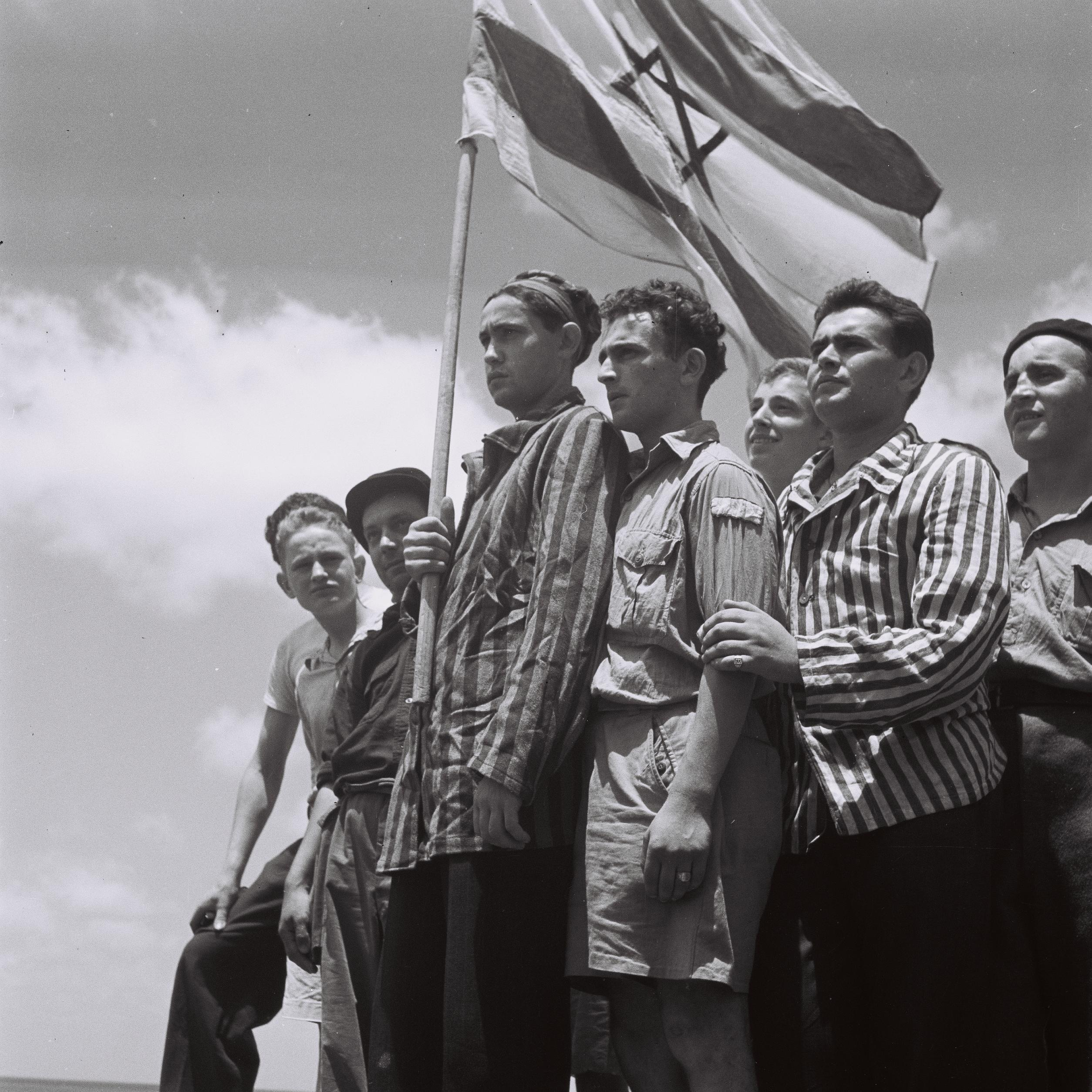
Overlevenden van Buchenwald arriveren op 15 juli 1945 in Haifa, Palestina

De Bricha (Hebreeuws: בריחה; 'vlucht' of 'ontsnapping') was de migratie van Joodse Holocaust-overlevenden van Oost-Europa naar geallieerde bezettingszones en Palestina. Deze periode begon eind 1944 met het aflopen van de Tweede Wereldoorlog en eindigde met de Israëlische onafhankelijkheidsverklaring.

## Geschiedenis
Oprukkende geallieerde legers bevrijdden in de zomer van 1944 de eerste gevangenen van de Duitse concentratiekampen, waaronder ook een groot aantal Joden. Het is niet bekend hoeveel Joden in Europa de Holocaust hebben overleefd, schattingen lopen uiteen van 1,5 tot 3,6 miljoen. In Polen en Oekraïne werden Joden ook na de oorlog vervolgd door antisemitische groeperingen. De Sovjet-regering stond emigratie echter niet toe. Vanaf het einde van 1944 organiseerden Holocaust-overlevenden de eerste ondergrondse bewegingen om uit Oost-Europa te geraken.

### Eerste organisaties
Eind 1944 werd in Lubin de eerste Bricha-groepering gevormd door Joodse verzetsgroepen die deel hadden genomen in de getto-opstand in Warschau. Begin januari 1945 kreeg de organisatie verder gestalte toen de groep van Abba Kovner uit Vilnius en die van Yitzhak Zuckerman, leider van de Żydowska Organizacja Bojowa in Warschau, zich bij hen voegden. De Bricha-groepering werd kort hierop verder aangevuld met de Joodse Brigade, een Brits legeronderdeel dat enkel uit Joodse soldaten bestond, en de Hagana, een militie van de jisjoev in Palestina. De operaties werden gefinancierd door de American Jewish Joint Distribution Committee (JDC), een zionistische hulporganisatie.

### DP-kampen

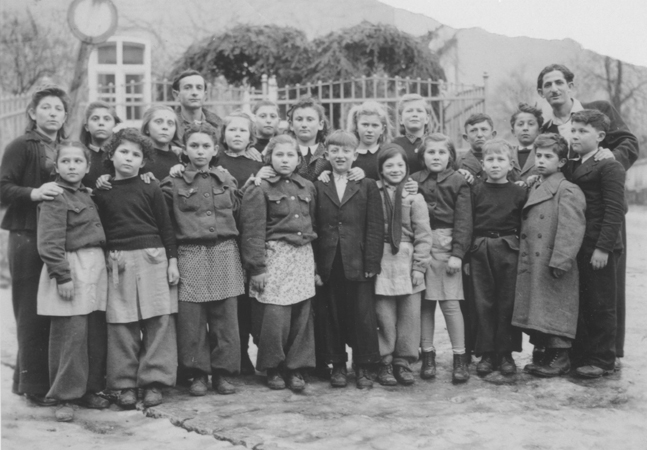
Schoolkinderen in DP-kamp Schauenstein, ca. 1946

Er werden vanuit Polen en Oekraïne ontsnappingsroutes uitgezet via Tsjecho-Slowakije, Hongarije, Roemenië en Joegoslavië naar Italië en de geallieerde bezettingszones in Duitsland en Oostenrijk. In de geallieerde gebieden werden meer dan 150.000 Joodse vluchtelingen ondergebracht in DP-kampen (displaced person camps), die werden bestuurd door de United Nations Relief and Rehabilitation Administration en de geallieerde legers van de Verenigde Staten, het Verenigd Koninkrijk en Frankrijk. Joodse hulporganisaties als de JDC voorzagen deze kampen van hulpgoederen als voedsel, dekens en kleding.

### Verdere emigratie
In de kampen richtten Joden groeperingen op met het doel om elders een nieuw tehuis te vinden. Een groot deel vertrok naar de Verenigde Staten en anderen reisden naar Canada, Mexico, Zuid-Amerika, Australië, Nieuw-Zeeland en Zuid-Afrika. Veel Joden wilden naar Palestina trekken, maar de Britse mandaatregering had in het MacDonald White Paper van 1939 de immigratie aan banden gelegd. Aan het einde van de Tweede Wereldoorlog mochten nog geen 11.000 Joden zich in het land vestigen. Groeperingen als de Sh'erit ha-Pletah ('Overlevend overblijfsel') eisten zonder succes een herziening van het witboek, waardoor veel Joden kozen voor illegale immigratie, de Aliyah Bet of Ha'apala genoemd.

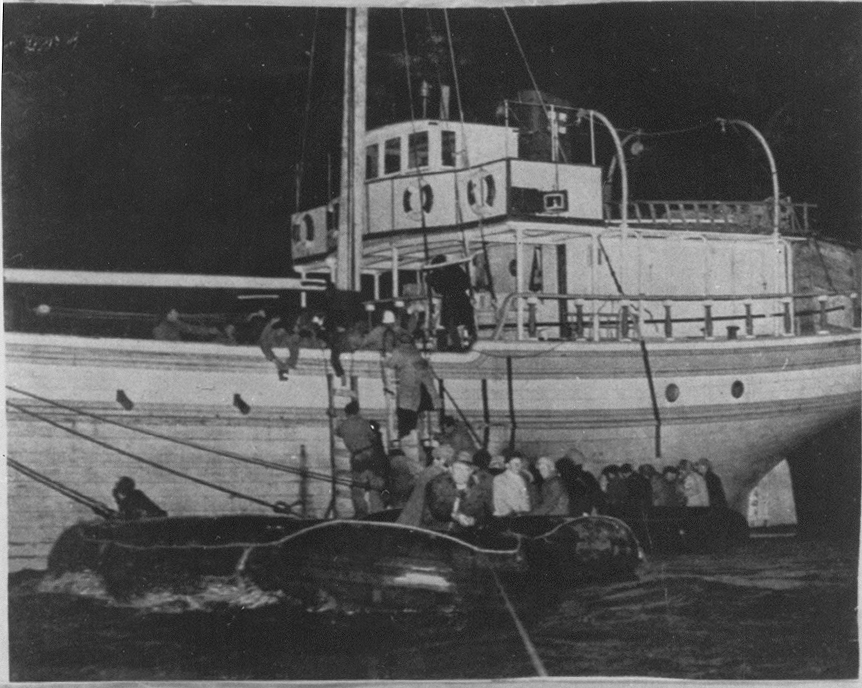
Inscheping op de Lo Tafchidunu in Italië, december 1946

De Joden die clandestien naar Palestina wilden trekken werden ma'apalim genoemd. Zij werden in het geheim naar de Middellandse Zeekust gebracht door Haganaleden en Joodse (oud)soldaten in het Britse leger, zoals de Ha'Chavura en de Joodse Brigade, waar ze werden ondergebracht in tentenkampen. De zeereizen naar Palestina werden georganiseerd door de Mossad Le'Aliyah Bet en de Palyam; respectievelijk de illegale immigratie- en de marineafdeling van de Hagana.

### Kielce
In de pogrom van Kielce op 4 juli 1946 werden ruim veertig Joden gedood. Hierna bereikte de Bricha een nieuw hoogtepunt; in de daaropvolgende drie maanden verlieten 100.000 Joden Oost-Europa. Yitzhak Zuckerman maakte na de pogrom in het geheim een overeenkomst met minister Marian Spychalski van defensie. Joden konden bepaalde grensovergangen gebruiken om Polen te verlaten. De overeenkomst bleef tot 22 februari 1947 van kracht en in deze periode wisten 75.000 tot 100.000 Joden het land te verlaten.
In totaal wisten tijdens de Bricha ruim 250.000 Joden buiten Oost-Europa te geraken. Na de Israëlische onafhankelijkheidsverklaring van 14 mei 1948 was immigratie in de nieuwe staat legaal, maar in veel landen van het Oostblok en de Arabische wereld werd het Joden niet toegestaan om de grens over te steken. De Mossad Le'Aliyah Bet bleef derhalve nog geruime tijd zijn illegale immigraties voortzetten.